# Jack English Hightower

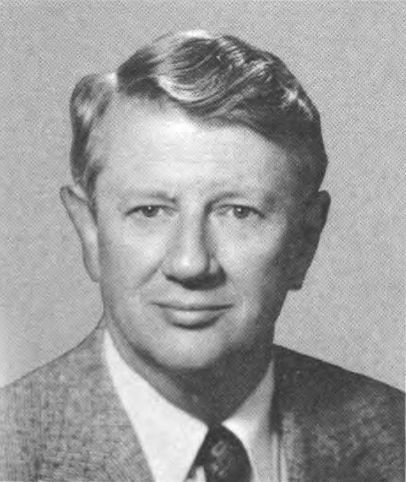
Jack Hightower

Jack English Hightower (* 6. September 1926 in Memphis, Hall County, Texas; † 3. August 2013 in Austin, Texas) war ein US-amerikanischer Jurist und Politiker. Zwischen 1975 und 1985 vertrat er den Bundesstaat Texas im US-Repräsentantenhaus.

## Werdegang
Nach der Grundschule diente Jack Hightower während der Endphase des Zweiten Weltkrieges von 1944 bis 1946 in der US Navy. Nach dem Krieg setzte er seine Ausbildung bis 1949 mit einem Studium an der Baylor University in Waco fort. Nach einem anschließenden Jurastudium an derselben Universität und seiner 1951 erfolgten Zulassung als Rechtsanwalt begann er in diesem Beruf zu arbeiten. Zwischen 1951 und 1961 war Hightower Staatsanwalt im 46. Gerichtsbezirk von Texas. Gleichzeitig schlug er als Mitglied der Demokratischen Partei eine politische Laufbahn ein. In den Jahren 1953 und 1954 war er Abgeordneter im Repräsentantenhaus von Texas. 1961 kandidierte er erfolglos bei einer Nachwahl für den Kongress. Von 1965 bis 1974 gehörte er dem Senat von Texas an. Im August 1968 war er Delegierter zur Democratic National Convention in Chicago, auf der Hubert H. Humphrey als Präsidentschaftskandidat nominiert wurde.
Bei den Kongresswahlen des Jahres 1974 wurde Hightower im 13. Wahlbezirk von Texas in das US-Repräsentantenhaus in Washington, D.C. gewählt, wo er am 3. Januar 1975 die Nachfolge von Bob Price antrat, den er bei der Wahl geschlagen hatte. Nach vier Wiederwahlen konnte er bis zum 3. Januar 1985 fünf Legislaturperioden im Kongress absolvieren. Im Jahr 1984 unterlag er dem Republikaner Beau Boulter. Zwischen 1985 und 1987 war er erster stellvertretender Attorney General des Staates Texas. Im Jahr 1988 sowie von 1992 bis 1995 fungierte er als Richter am Supreme Court of Texas. Danach wurde er von Präsident Bill Clinton in die National Commission on Libraries and Information Science berufen. Dieses Mandat übte er zwischen 1999 und 2004 aus.